# Peter Roquette

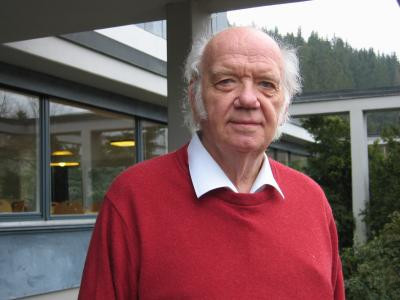
Peter Roquette am Workshop “The Arithmetic of Fields” in Oberwolfach, 2006

Peter Jaques Roquette (* 8. Oktober 1927 in Königsberg; † 24. Februar 2023 in Heidelberg) war ein deutscher Mathematiker, der sich mit algebraischer Geometrie, Algebra und Zahlentheorie beschäftigte.

## Leben und Wirken
Der Sohn von Hermann Roquette studierte in Erlangen, Berlin und Hamburg und wurde 1951 an der Universität Hamburg bei Helmut Hasse mit der Dissertation Arithmetischer Beweis der Riemannschen Vermutung in Kongruenzfunktionenkörpern beliebigen Geschlechts promoviert, in der er einen neuen Beweis der Riemann-Vermutung für algebraische Funktionenkörper über einem endlichen Konstantenkörper (zuerst von André Weil 1940 bewiesen) gab. 1951/1952 war er Assistent am Mathematischen Forschungsinstitut Oberwolfach und von 1952 bis 1954 an der Universität München, wo er sich habilitierte. Von 1954 bis 1956 war er am Institute for Advanced Study in Princeton tätig. 1954 wurde er Privatdozent in München, von 1956 bis 1959 wirkte er in gleicher Position in Hamburg. 1959 wurde er außerordentlicher Professor an der Universität Saarbrücken und im selben Jahr ordentlicher Professor an der Universität Tübingen. Ab 1967 war er Professor an der Ruprecht-Karls-Universität Heidelberg, an der er 1996 emeritiert wurde.
Roquette arbeitete über Zahl- und Funktionenkörper und speziell lokale {\displaystyle p}-adische Körper. Er wandte auch Methoden der Modelltheorie (Nonstandard Arithmetic) in der Zahlentheorie an, teilweise noch mit Abraham Robinson, mit dem er das Siegel-Mahler-Theorem (über die Endlichkeit der ganzzahligen Punkte auf einer Kurve vom Geschlecht {\displaystyle g>0}) mit Non-Standard-Methoden ableitete. Er hat auch eine Reihe von Arbeiten zur Geschichte der Mathematik, insbesondere der Schulen von Helmut Hasse und Emmy Noether veröffentlicht. Roquette war 1975 Mitherausgeber der gesammelten Abhandlungen von Helmut Hasse und gab eine Zahlentheorie-Vorlesung von Erich Hecke aus dem Jahr 1920 neu heraus.
Roquette war ab 1978 Mitglied der Heidelberger Akademie der Wissenschaften und ab 1985 der Deutschen Akademie der Naturforscher Leopoldina sowie Ehrendoktor der Universität Duisburg-Essen und Ehrenmitglied der Mathematischen Gesellschaft Hamburg. 1958 war er Invited Speaker auf dem Internationalen Mathematikerkongress in Edinburgh (Some fundamental theorems on abelian function fields).
Zu seinen Doktoranden zählten unter anderem Horst-Günter Zimmer, Wulf-Dieter Geyer, Bohuslav Diviš, Gerhard Frey, Volker Weispfenning, Henning Stichtenoth, Rainer Weissauer, Florian Pop und Franz Lemmermeyer.

## Schriften
- Analytic theory of elliptic functions over local fields. Vandenhoeck und Ruprecht 1970.
- Mit Franz Lemmermeyer (Herausgeber): Die Korrespondenz von Helmut Hasse und Emmy Noether 1925 bis 1935. Niedersächsische Staats- und Universitätsbibliothek 2006.
- mit Günther Frei (Herausgeber): Emil Artin und Helmut Hasse – die Korrespondenz 1923-1934, Universitätsverlag Göttingen 2008
- The Brauer-Hasse-Noether Theorem in Historical Perspective. Schriften der Mathem.-Naturwiss. Klasse der Heidelberger Akademie der Wissenschaften, Springer-Verlag 2005.
- Anthony V. Geramita, Paulo Ribenboim (Hrsg.): Collected Papers of Peter Roquette. 3 Bände. Queens Papers in Pure and Applied Mathematics Bd. 118, Kingston, Ontario, Queens University, 2002.
- Mit Alexander Prestel: Formally {\displaystyle p}-adic Fields. Lecture Notes in Mathematics, Springer-Verlag 1984.
- Contributions to the History of Number Theory in the 20th Century, European Mathematical Society 2013 (Sammlung seiner Aufsätze)
- The Riemann Hypothesis in Characteristic p in Historical Perspective, Springer, Lecture notes in mathematics, 2018

## Verweise
1. ↑  Curriculum Vitae Professor Dr. Peter Roquette. In: leopoldina.org. Abgerufen am 14. April 2023.
2. ↑  Journal für Reine und Angewandte Mathematik, Bd. 191, 1953, S. 199.
3. ↑  Peter Roquette im Mathematics Genealogy Project (englisch)
4. ↑  Robinson, Roquette, Journal of Number Theory, Bd. 7, 1975, S. 121.
5. ↑  Peter Roquette. mit Bild. Mitgliedseintrag bei der Heidelberger Akademie der Wissenschaften, abgerufen am 18. Mai 2016.
6. ↑  Mitgliedseintrag von Peter Roquette (mit Bild) bei der Deutschen Akademie der Naturforscher Leopoldina, abgerufen am 18. Februar 2016.

| Personendaten    | Personendaten                                                   |
| ---------------- | --------------------------------------------------------------- |
| NAME             | Roquette, Peter                                                 |
| ALTERNATIVNAMEN  | Roquette, Peter Jaques (vollständiger Name); Roquette, Peter J. |
| KURZBESCHREIBUNG | deutscher Mathematiker                                          |
| GEBURTSDATUM     | 8. Oktober 1927                                                 |
| GEBURTSORT       | Königsberg                                                      |
| STERBEDATUM      | 24. Februar 2023                                                |
| STERBEORT        | Heidelberg                                                      |